# Shevonne Durkin
Shevonne Durkin (1969) è un'attrice statunitense, famosa per essere apparsa nel fim horror Leprechaun 2 e in altri film e serie televisive.

## Filmografia

### Cinema
- Rabbia e onore (Rage and Honor), regia di Terence H. Winkless (1992)
- Killer Machine (Ghost in the Machine), regia di Rachel Talalay (1993)
- Il mio amico ninja 2 (Magic Kid II), regia di Stephen Furst (1994)
- Huck and the King of Hearts, regia di Michael Keusch (1994)
- Leprechaun 2, regia di Rodman Flender (1994)
- Nel nome dell'amicizia (The Liars' Club), regia di Jeffrey Porter (1994)
- Tammy e il T-Rex (Tammy and the T-Rex), regia di Stewart Raffill (1994)
- Speedway Junky, regia di Nickolas Perry (1999)
- Folly Island, regia di Ron Galloway (2001)
- Spermicide, regia di April Gilbert e Thomas Patrick (2014)

### Televisione
- Blue Jeans (The Wonder Years) - serie TV, episodio 5x16 (1992)
- Dead at 21 - serie TV, episodio 1x11 (1994)
- Due poliziotti a Palm Beach (Silk Stalkings) - serie TV, episodio 4x08 (1994)
- Beverly Hills 90210 - serie TV, episodio 8x27 (1998)
- Love Boat - The Next Wave - serie TV, episodio 2x01 (1998)